# Évêque de Bangor

Le blason du diocèse de Bangor.

L'évêque de Bangor (Esgob Bangor en gallois, Bishop of Bangor en anglais) est un prélat anglican de l'Église au pays de Galles. Il est responsable du diocèse de Bangor, dans le Nord-Ouest du pays de Galles, et sa cathédrale est la cathédrale Saint-Deiniol de Bangor.

## Liste des évêques de Bangor

### Jusqu'à la Réforme

Carte des diocèses de l'Église au pays de Galles.

- 1092-1108 : Hervé le Breton[1]
- 1120-1139 : David (en)[1]
- 1140-1161 : Meurig (en)[1]
- 1177-1190 : Gwion[1]
- 1195-1196 : Alain[1]
- 1197-1213 : Robert de Shrewsbury (en)[1]
- 1215-1236 : Cadwgan de Llandyfai (en)[1]
- 1236-1267 : Richard[1]
- 1267-1307 : Anian (en)[1]
- 1307-1309 : Gruffydd ab Iorwerth[2]
- 1309-1328 : Einion Sais[2]
- 1328-1357 : Matthew de Englefeld[2]
- 1357-1366 : Thomas de Ringstead[2]
- 1366-1370 : Gervase de Castro[2]
- 1371-1372 : Hywel ap Goronwy[2]
- 1372-1375 : John Gilbert (en)[2]
- 1376-1398 : John Swaffham[2]
- 1398-1404 : Richard Young (en)[2]
- 1405-1408 : Lewis Byford[2]
- 1408-1418 : Gruffydd Young (nommé par l'antipape Benoît XIII)[2]
- 1408-1417 : Benedict Nichols (en)[2]
- 1418-1423 : William Barrow (en)[2]
- 1423-1435 : John Clederowe[2]
- 1436-1448 : Thomas Cheriton[2]
- 1448-1453 : John Stanberry (en)[2]
- 1453-1464 : James Blakedon (en)[2]
- 1464-1494 : Richard Edenham[2]
- 1494-1499 : Henry Deane[2]
- 1500-1504 : Thomas Pigot[2]
- 1504-1508 : John Penny (en)[2]
- 1509-1533 : Thomas Skevington (en)[2]

### Pendant la Réforme
- 1534-1539 : John Capon (en)[2]
- 1539-1541 : John Bird (en)[2]
- 1541-1552 : Arthur Bulkeley (en)[2]
- 1555-1558 : William Glyn (en)
- 1558 : Maurice Clenock (en) (élu mais jamais sacré)

### De la Réforme à la séparation de l'Église et de l'État
- 1559-1566 : Rowland Meyrick (en)
- 1566-1585 : Nicholas Robinson (en)
- 1586-1595 : Hugh Bellot (en)
- 1595-1597 : Richard Vaughan
- 1598-1616 : Henry Rowlands (en)
- 1616-1631 : Lewis Bayly
- 1632-1633 : David Dolben (en)
- 1634-1637 : Edmund Griffith (en)
- 1637-1646 : William Roberts (en)
- 1646-1660 : épiscopat aboli
- 1660-1666 : William Roberts (restauré)
- 1665-1666 : Robert Price (en) (mort avant sa consécration)
- 1666-1673 : Robert Morgan (en)
- 1674-1689 : Humphrey Lloyd (en)
- 1689-1701 : Humphrey Humphreys (en)
- 1702-1715 : John Evans (en)
- 1715-1721 : Benjamin Hoadly
- 1721-1723 : Richard Reynolds (en)
- 1723-1727 : William Baker (en)
- 1728-1734 : Thomas Sherlock
- 1734-1737 : Charles Cecil (en)
- 1737-1743 : Thomas Herring
- 1743-1747 : Matthew Hutton
- 1748-1756 : Zachary Pearce
- 1756-1768 : John Egerton
- 1768-1774 : John Ewer (en)
- 1774-1783 : John Moore
- 1783-1800 : John Warren
- 1800-1806 : William Cleaver (en)
- 1806-1809 : John Randolph
- 1809-1830 : Henry Majendie (en)
- 1830-1859 : Christopher Bethell (en)
- 1859-1890 : James Colquhoun Campbell (en)
- 1890-1899 : Daniel Lewis Lloyd (en)
- 1899-1920 : Watkin Williams (en)

### Depuis la séparation de l'Église et de l'État
- 1920-1925 : Watkin Williams
- 1925-1928 : Daniel Davies (en)
- 1928-1944 : Charles Green (en) (également archevêque du pays de Galles à partir de 1934)
- 1944-1949 : David Edwardes Davies (en)
- 1943-1957 : John Jones (en)
- 1957-1982 : Gwilym Williams (en) (également archevêque du pays de Galles à partir de 1971)
- 1982-1992 : Cledan Mears (en)
- 1992-1999 : Barry Morgan (en)
- 2000-2004 : Saunders Davies (en)
- 2004-2008 : Anthony Crockett (en)
- 2008-2025 : Andy John[3] (également archevêque du pays de Galles à partir de 2021)